# Upplands runinskrifter 228
Upplands runinskrifter 228 är ett försvunnet vikingatida runstensfragment som funnits i Grana, Vallentuna socken och Vallentuna kommun. Fragmentet har varit inmurat i en vägg i en ugn. Rhezelius skrev på 1600-talet att stenen fanns "i Grana i millan gården". Efter det vet man inget mer om fragmentet som eftersöktes förgäves 1935 och 1936.

## Inskriften
Translitterering av runraden:
[iiuk · si... ...aii... tit]
Normalisering till runsvenska:
... ... ... ...